# Avalanche Peak (Yukon)
L'Avalanche Peak és una muntanya de les Muntanyes Saint Elias que es troba al territori del Yukon, al Canadà, molt a prop de la frontera amb Alaska. El cim s'alça fins als 4.228 msnm i té una prominència de 588 m.
La seva situació remota i dificultat tècnica ha fet que la primera ascensió del cim no fos fins al 1969.